# Kampania francuska w Tonkinie
Kampania w Tonkinie – konflikt zbrojny pomiędzy Francuzami a siłami Czarnych Flag, Wietnamu i Chin o przejęcie władzy w Tonkinie w okresie od czerwca 1883 do kwietnia 1886 roku.
W wyniku wybuchu wojny chińsko-francuskiej w latach 1884-1885 oraz powstania w Annamie w lipcu 1885 roku, sytuacja Francuzów w regionie znacznie się pogorszyła. Po zaangażowaniu się do walk Francuskiego Korpusu Ekspedycyjnego oraz floty francuskiej walki przybrały na sile. Koniec kampanii datowany jest na rok 1886, jednak jeszcze aż do roku 1896 w Tonkinie miały miejsce liczne zrywy miejscowej ludności.

## Hanoi, Nam Định i Cầu Giấy (kwiecień 1882 – lipiec 1883)
Dziewięć lat po nieudanej próbie zdobycia Tonkinu przez Francisa Garniera (1873), w prowincji doszło do kolejnych zatargów, po tym gdy oficer francuski Henri Rivière na czele niewielkiego oddziału marynarzy zdobył cytadelę w Hanoi (25 kwietnia 1882). Co prawda Francuzi wycofali się szybko ze zdobytego bastionu, przepraszając nawet za ten czyn, jednak Rivière obawiając się reakcji Wietnamczyków zwrócił się do rządu francuskiego o przysłanie posiłków, które gwarantowałyby utworzenie w Tonkinie francuskiego protektoratu, podobnie jak to miało miejsce w Annamie w roku 1874.
Po dotarciu oczekiwanych posiłków w lutym 1883 roku Rivière rozpoczął przygotowania do zajęcia miasta Nam Định i przejęcia kontroli nad liniami komunikacyjnymi w rejonie nadmorskim. Francuzom udało się zrealizować zamierzone cele po zdobyciu cytadeli w Nam Định 27 marca 1883 roku.

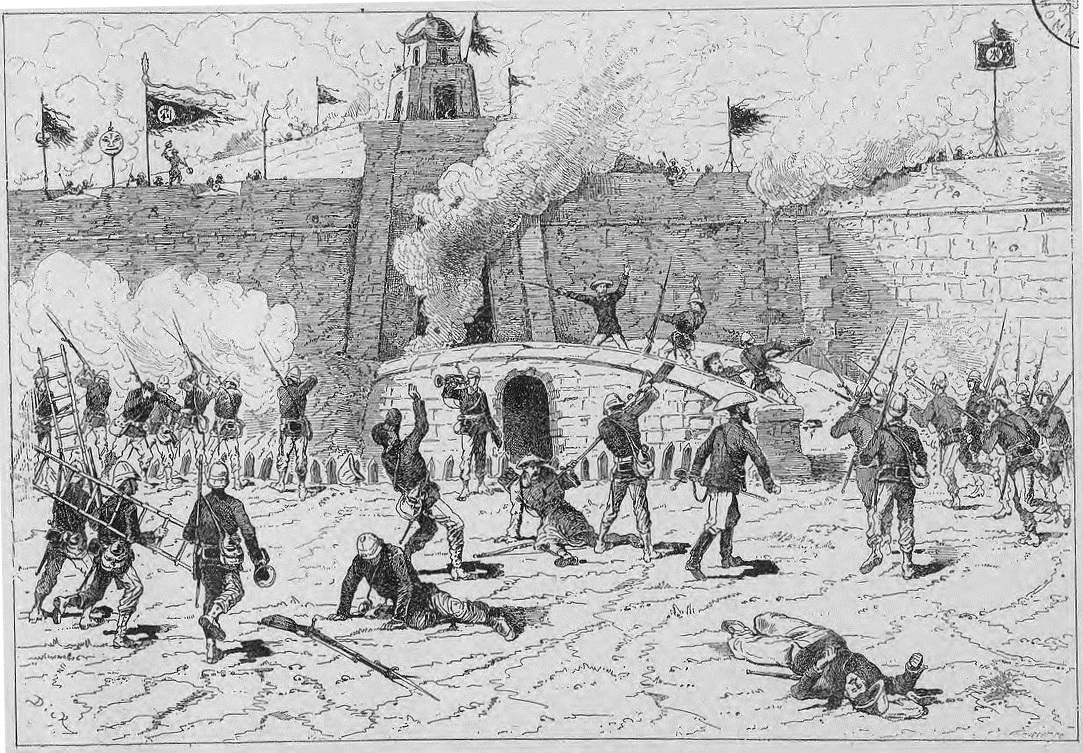
Atak francuski na Nam Định

Starając się wykorzystać nieobecność sił Rivière'a, armia wietnamska na czele której stał generał Hoàng Kế Viêm, podjęła próby zdobycia pozycji francuskich pod Hanoi. W dniach 27–28 marca doszło do bitwy pod Gia Cúc, w wyniku której Francuzi odparli atak wietnamski, zadając przeciwnikowi znaczne straty.
W czerwcu 1883 r. rząd francuski zatwierdził wysłanie kolejnych oddziałów do Tonkinu. Stało się to po porażce Francuzów i śmierci Rivière'a dnia 19 maja tego roku w bitwie pod Cầu Giấy (na Papierowym moście) z oddziałami Czarnych Flag dowodzonych przez Liu Yongfu. Ze stacjonujących w Tonkinie wojsk, wzmocnionych nowymi oddziałami sformowano wkrótce Korpus Ekspedycyjny, na czele którego stanął generał brygady Alexandre-Eugène Bouët - najwyższy rangą oficer stacjonujący w Kochinchinie.

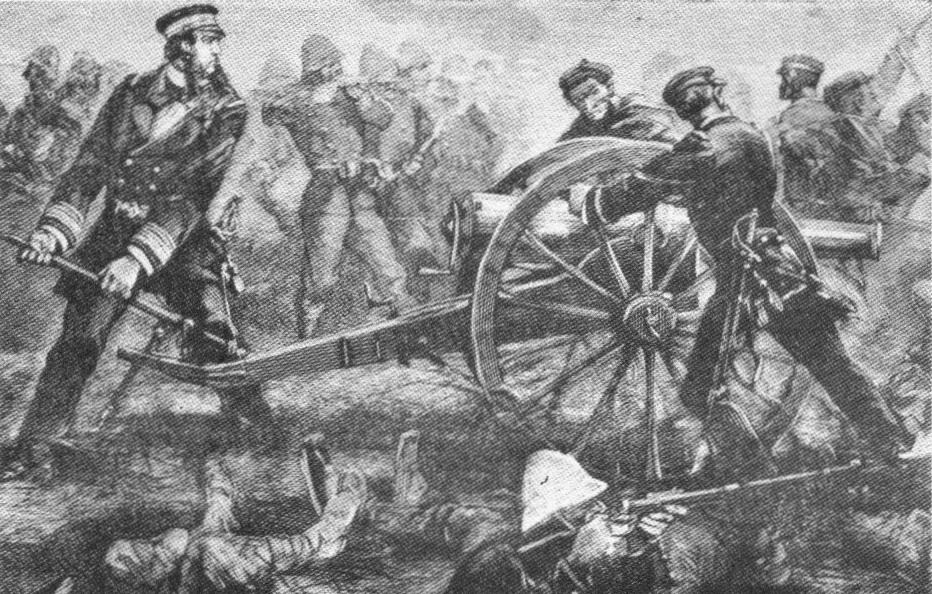
Bitwa pod Cầu Giấy

Do momentu przybycia generała, sytuacja Francuzów w Tonkinie była bardzo trudna. Posiadali oni niewielkie garnizony w Hanoi, Hajfong i w Nam Định oraz odizolowane placówki w Hon Gai i Quy Nhơn w Annamie, jednak ich załogi nie były w stanie przeprowadzić skutecznej ofensywy przeciwko siłom Liu Yongfu i generała Hoàng Kế Viêm. Pierwszą decyzją Bouët'a było opuszczenie stanowisk w Quy Nhơn i Hòn Gai oraz wzmocnienie garnizonu w Nam Định. W czerwcu Francuzi wzmocnili obronę garnizonów, odpierając bez problemu wietnamskie ataki skierowane na posterunki w Hanoi i Nam Định. W połowie lipca siły francuskie wzmocnione posiłkami z Francji i Nowej Kaledonii oraz sprzymierzonych oddziałów z Kochinchiny i Tonkinu przeszły do ofensywy. 19 lipca żołnierze z garnizonu Nam Định przypuścili atak na stacjonujące w rejonie oddziały wietnamskie, rozbijając je i rozpraszając.

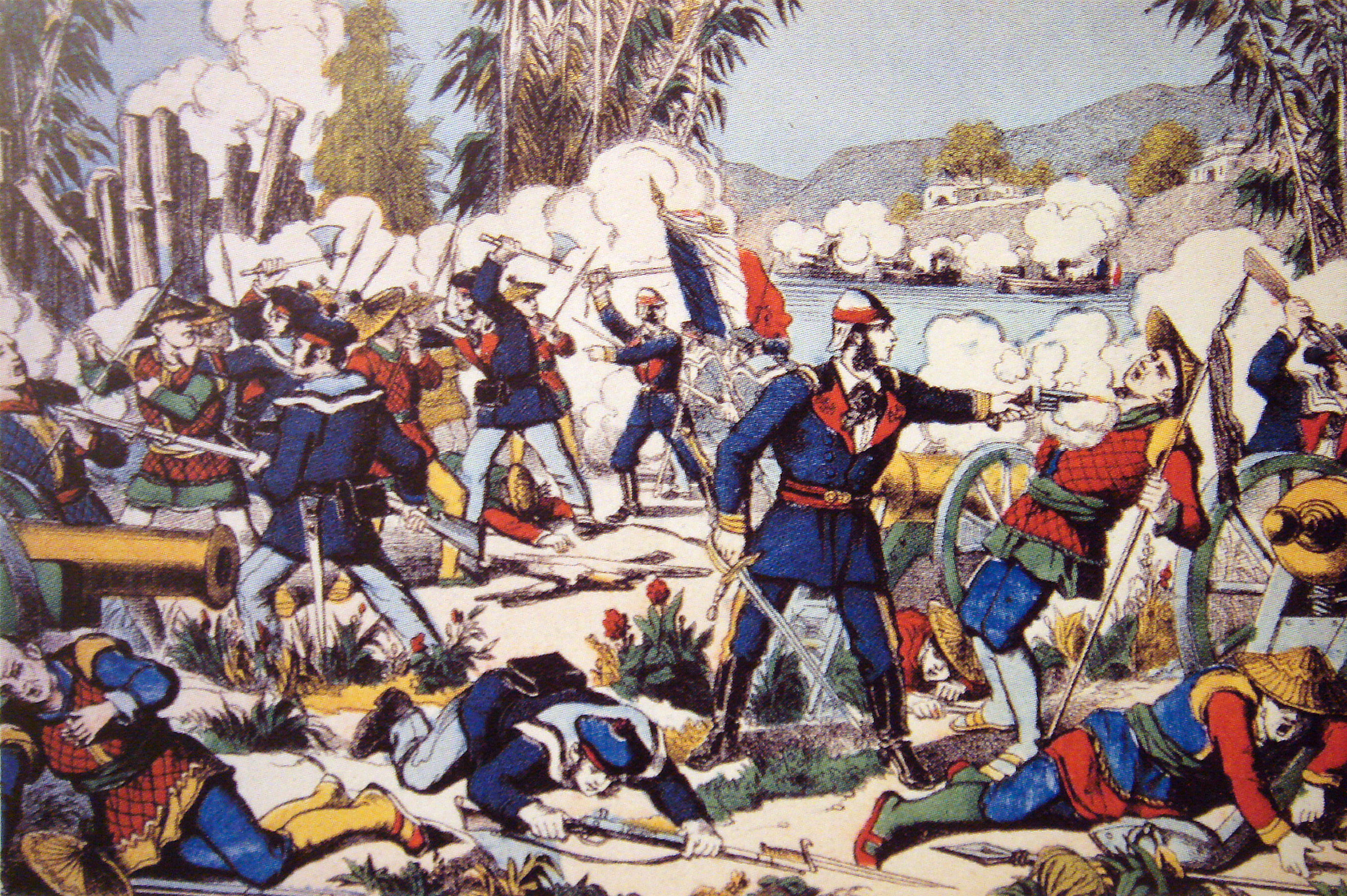
Potyczka pod Nam Định

## Utworzenie francuskiego protektoratu (sierpień 1883)
Przybycie posiłków francuskich pod dowództwem admirała Amédée Courbeta w lipcu 1883 roku poważnie wzmocniło pozycję Francuzów w Tonkinie. Głównym celem nowego dowódcy stało się ustanowienie francuskiego protektoratu w Tonkinie i porozumienie się z dworem wietnamskim w Huế w celu wspólnej walki z Czarnymi Flagami.

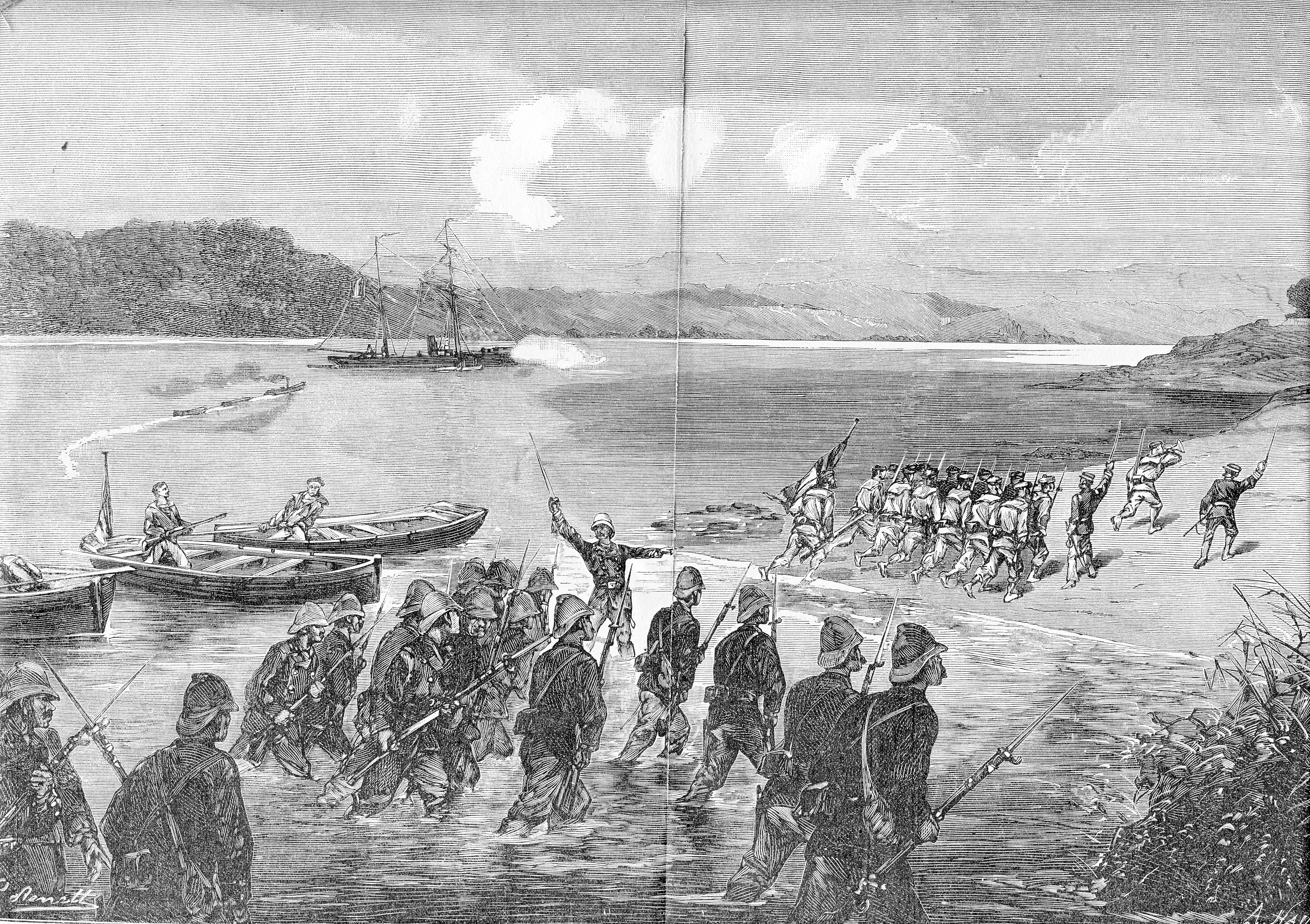
Desant pod Thuận An

30 lipca doszło do spotkania admirała Courbeta z generałem Bouëtem i nowo mianowanym cywilnym komisarzem w Tonkinie François-Jules'em Harmandem w celu omówienia dalszego postępowania w Hajfongu. Na spotkaniu uzgodniono, że Bouët tak szybko jak to tylko możliwe przypuści atak na pozycje Czarnych Flag w Phủ Hoài. Ponieważ dwór wietnamski w dalszym ciągu popierał Czarne Flagi, dowódcy uprawnili Harmanda do zabiegania u rządu francuskiego o pozwolenie na zaatakowanie linii obronnych Wietnamczyków pod Huế. Francuzi zamierzali okrążyć miasto, a następnie wysłać ultimatum, w którym mieli się domagać uznania protektoratu w Tonkinie. 
Dnia 11 sierpnia rząd wydał zgodę na propozycję oficerów, wobec czego dnia 18 sierpnia eskadra admirała Courbeta rozpoczęła ostrzał fortu Thuận An broniącego wejścia do Huế. 20 sierpnia dwie kompanie francuskiej piechoty wspierane przez marynarzy trzech okrętów wojennych, dokonały desantu, staczając zwycięską bitwę o twierdzę. Po południu tego samego dnia kanonierki Lynx oraz Vipère wpłynęły do delty Rzeki Perfumowej celem osłony oddziałów piechoty zmierzających do Huế.

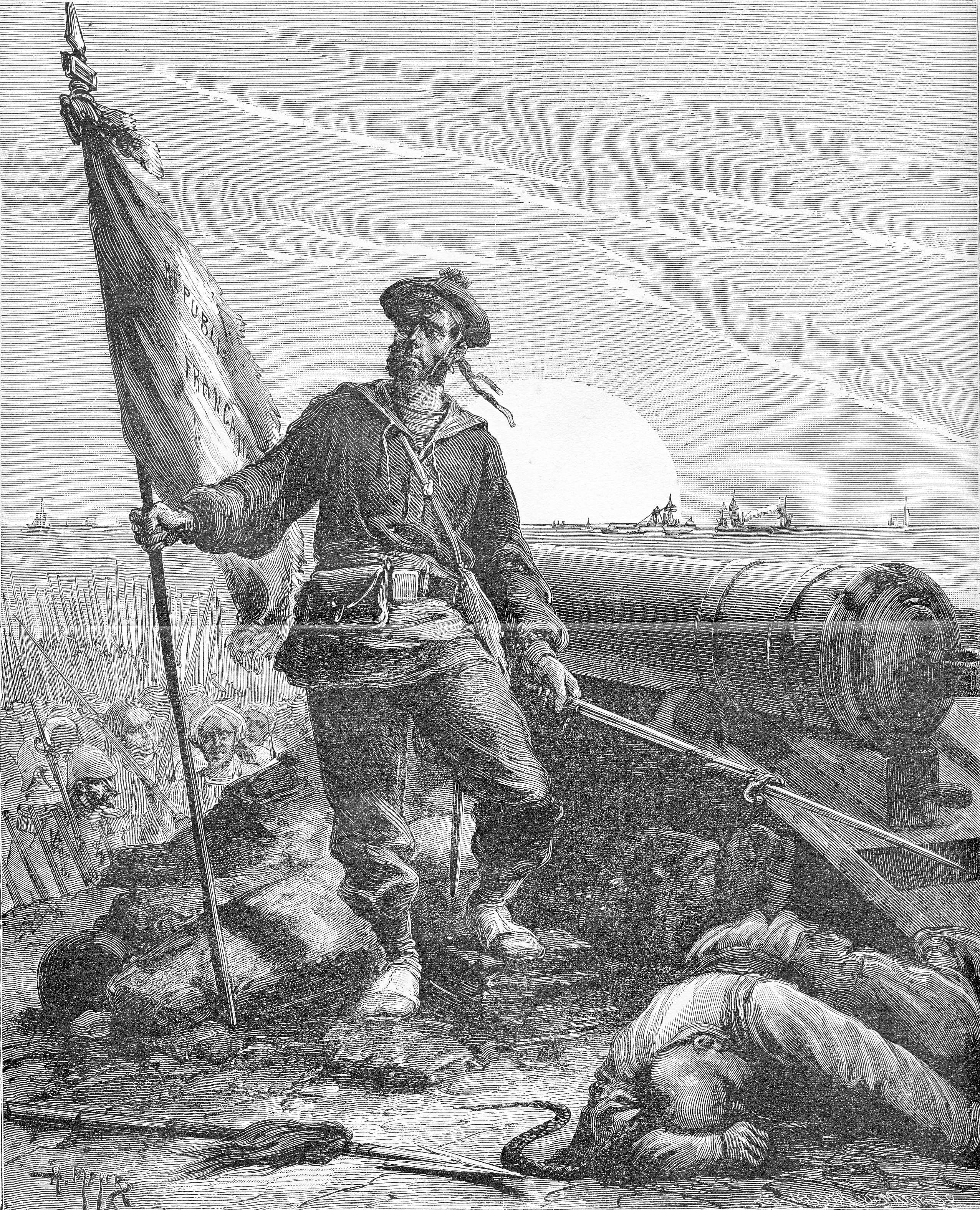
Zdobycie Fortu Thuận An

Wietnamczycy nie posiadając wystarczających sił do obrony miasta, zwrócili się z prośbą o zawarcie zawieszenia broni. 25 sierpnia dwór wietnamski uznał francuską załogę Kochinchiny oraz francuski protektorat w Annamie i Tonkinie, zobowiązując się wycofać własne wojska. Mimo to, Wietnamczycy utrzymali formalną władzę na tym terenie. Francuzi wyznaczyli za to swojego rezydenta, który spełniał rolę doradcy cesarskiego w Huế. W celu zabezpieczenia się przed kolejnymi atakami powstańców, wojska francuskie zajęły Fort w Thuận An. Także prowincja Bình Thuận przeszła pod zarząd francuski w Kochinchinie. Ostatni punkt porozumienia gwarantował obu stronom wolny handel nad Rzeką Czerwoną. Francuzi zobowiązali się przy tym wypędzić z regionu bandy Czarnych Flag oraz zapewnić wewnętrzną integralność kraju.

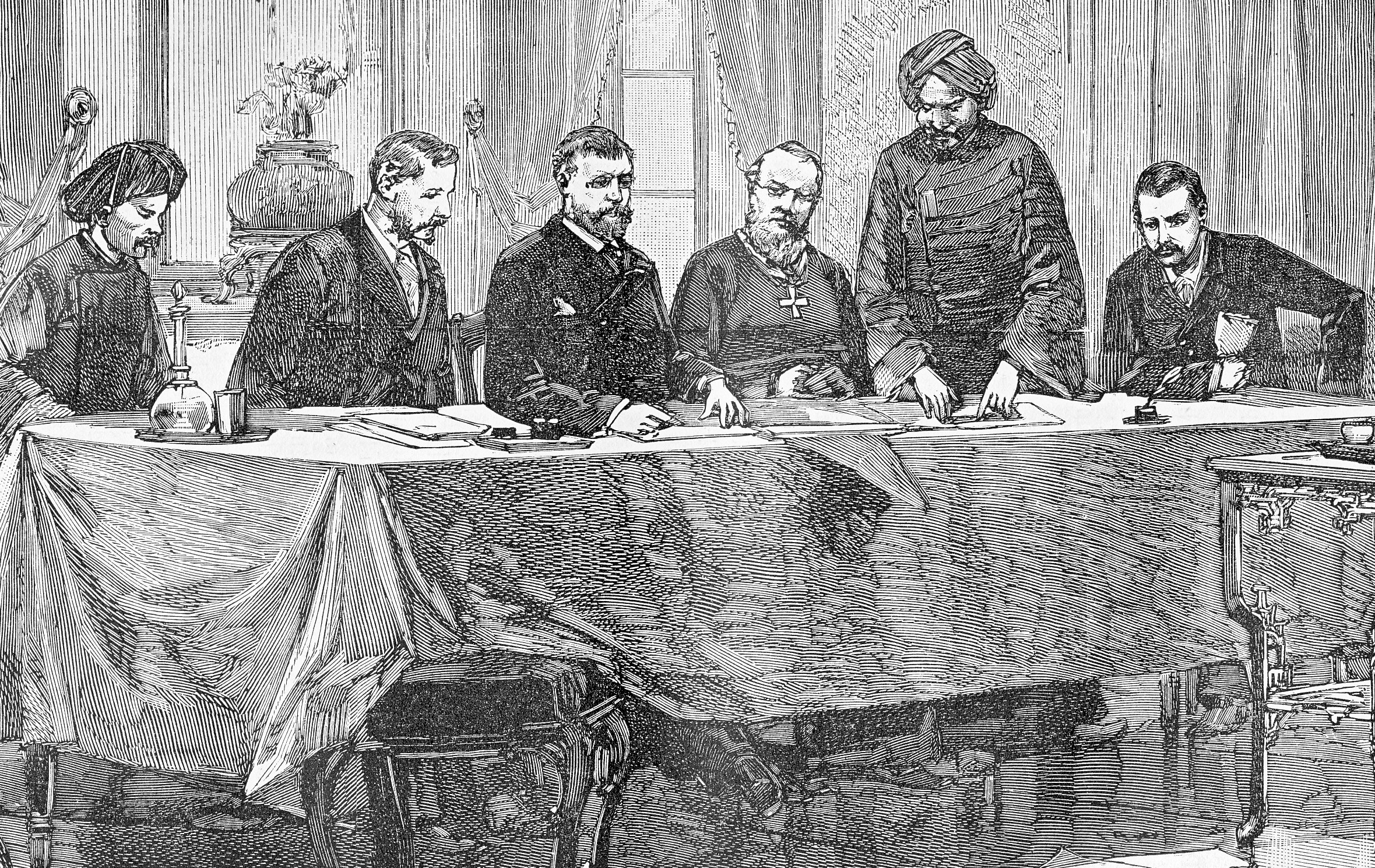
Porozumienie w Huế

## Phủ Hoài, Palan i Hải Dương (sierpień – listopad 1883)
W międzyczasie generał Bouët, w myśl postanowień konferencji z Hajfong rozpoczął ofensywę przeciwko Czarnym Flagom Liu Yongfu. W dniach 15 sierpnia i 1 września zaatakował on linie obronne przeciwnika nad rzeką Đáy, staczając nierozstrzygnięte bitwy pod Phủ Hoài oraz pod Palan. 13 sierpnia Francuzi wsparci jednostkami piechoty morskiej oraz oddziałami pomocniczymi z Kochinchiny podjęli atak na wietnamskie pozycje obronne w prowincji Hải Dương. Potyczka znana jest przede wszystkim z okrucieństw jakich dopuszczały się obie strony. W trakcie szturmu Francuzi natknęli się na zwłoki wielu zaginionych wcześniej francuskich żołnierzy oraz ich sojuszników z Kochinchiny, które nosiły ślady tortur. W akcie zemsty po bitwie Francuzi zakuli bagnetami wszystkich wietnamskich jeńców. Po zdobyciu miasta Francuzi zajęli miejscową cytadelę, po czym skierowali się kilka kilometrów na północ na Górę Słoni, gdzie utworzyli posterunek zabezpieczający linie komunikacyjną między Hajfongiem i Hanoi. W listopadzie 1883 r. Francuzi zajęli Ninh Bình, Hưng Yên oraz Quảng Yên, umacniając pozycje w delcie Rzeki Czerwonej.

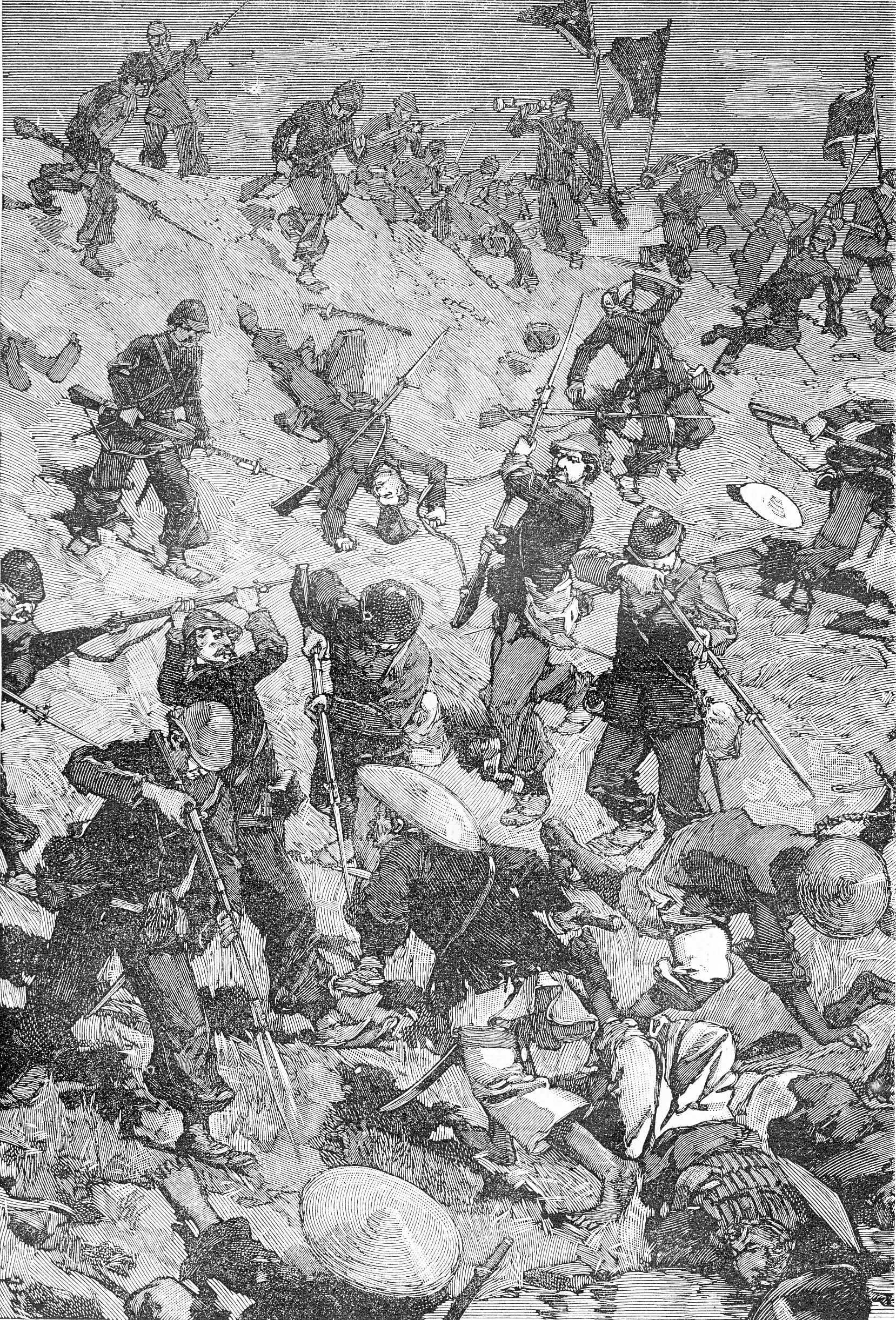
Bitwa pod Palan

Walki potwierdziły, że porozumienie z Huế w Tonkinie okazało się bezwartościowe. Wietnamscy urzędnicy, których wysłano do wspierania Francuzów okazywali się całkowicie nieprzydatni lub po prostu odmawiali współpracy. Na dodatek książę Hoàng, na pomoc którego liczyli Francuzi wystąpił do Czarnych Flag z apelem o aktywniejsze działania, co doprowadziło jesienią 1883 r. do kolejnej fali ataków na pozycje francuskie. Zaatakowano m.in. garnizony w Palan i Batang. 17 listopada dwutysięczne siły zwolenników Czarnych Flag przy wsparciu wojsk księcia Hoàng uderzyły na Hải Dương. W ostatniej chwili z pomocą kanonierki Lynx Francuzom udało się odeprzeć atak.

## Sơn Tây (grudzień 1883)
W grudniu 1883 roku dowództwo nad wojskami francuskimi przeszło w ręce admirała Courbeta, który z miejsca przeszedł do ofensywy wydzielając 9000 żołnierzy do walki z Czarnymi Flagami w rejonie Sơn Tây. Decyzja miała także znaczenie polityczne, gdyż po raz pierwszy Francuzi mieli zmierzyć się w Tonkinie z chińskimi wojskami. Chiny od wielu miesięcy wspierały mniej lub bardziej oficjalnie bandy Czarnych Flag, celem powstrzymania ewentualnego marszu Francuzów na północ w kierunku granicy z Chinami. Rząd francuski obawiał się, że atak na Sơn Tây mógłby przerodzić się w niepewną wojnę z Chinami, mimo to miał nadzieję, że szybki marsz i zwycięstwo nad Chińczykami zmuszą przeciwnika do wycofania się z Wietnamu. Gdy dnia 10 grudnia fiaskiem zakończyły się rozmowy z Chińczykami, Courbet podjął decyzję o zdobyciu Sơn Tây.
Walki o Sơn Tây zaliczane są do najcięższych jakie przyszło stoczyć Francuzom w Tonkinie. Pomimo niewielkiej aktywności oddziałów wietnamskich i chińskich, bardzo mocny opór sprawiły atakującym Czarne Flagi. Dnia 14 grudnia niepowodzeniem zakończył się atak francuski na zewnętrzne linie obronne wroga pod Phù Sa. Po wycofaniu się Francuzów, następnej nocy Liu Yongfu przypuścił kontratak. Atak Czarnych Flag został odparty. Po dniu spokoju dnia 16 grudnia Courbet zarządził kolejny atak, poprzedzony intensywnym ostrzałem artyleryjskim. Około godziny 17, batalion Legii Cudzioziemskiej i oddział piechoty morskiej uderzyły na zachodnią bramę Sơn Tây, przebijając się do miasta. Czarne Flagi wycofały się do cytadeli, a kilka godzin później pod osłoną nocy opuściły miasto. Straty francuskie wyniosły 83 zabitych oraz 320 rannych, straty Czarnych Flag w ludziach i wyposażeniu okazały się tak poważne, że w kolejnych miesiącach przestały one stanowić większe zagrożenie dla wojsk francuskich.

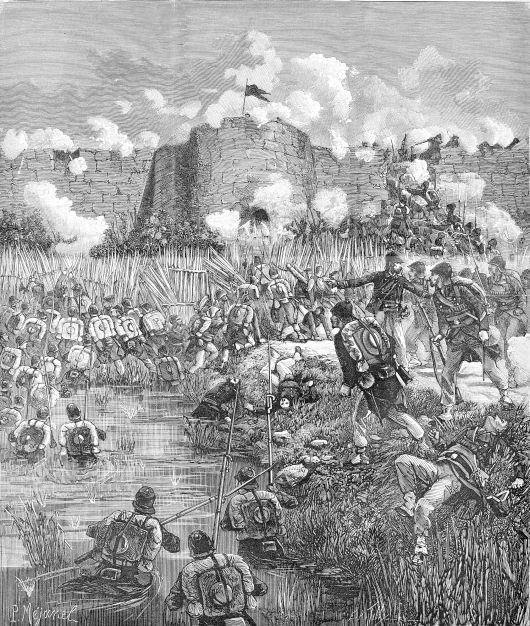
Zdobycie Sơn Tây

## Bắc Ninh i Hưng Hóa (styczeń – lipiec 1884)
Tego samego dnia, w którym Francuzi zdobyli Sơn Tây, stanowisko dowódcy Korpusu Ekspedycyjnego objął generał dywizji Charles-Théodore Millot, który zastąpił admirała Courbeta. Powodem zmiany było zwiększenie liczby wojsk francuskich w Tonkinie, a Millot lepiej radził sobie z tak znacznymi siłami. Pierwszym celem generała było zabezpieczenie się przed chińską interwencją w Tonkinie. Po zakończonych niepowodzeniem zabiegach dyplomatycznych, rząd francuski udzielił Millotowi zezwolenia na militarną akcję przeciwko zajętej w 1882 r. przez Chińczyków twierdzy Bắc Ninh. 12 marca 1884 roku. 11 000 francuskich, algierskich i wietnamskich żołnierzy przypuściło decydujący atak, w wyniku którego siły chińskie zostały wyparte z Bắc Ninh.

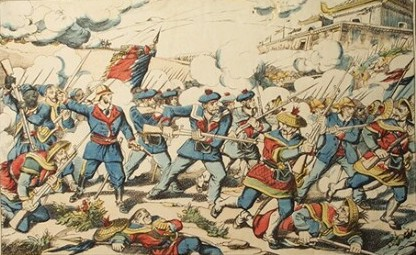
Zdobycie Bắc Ninh

Po tym zwycięstwie Millot skierował się przeciwko pozostałym chińskim garnizonom w Tonkinie. Na początku kwietnia stanął przed silnie umocnioną twierdzą Czarnych Flag w Hưng Hóa. 11 kwietnia flankujący atak Francuzów przyczynił się do wyparcia Czarnych Flag z Hưng Hóa. Sukces był znaczny, na dodatek Francuzi nie stracili w bitwie ani jednego żołnierza.

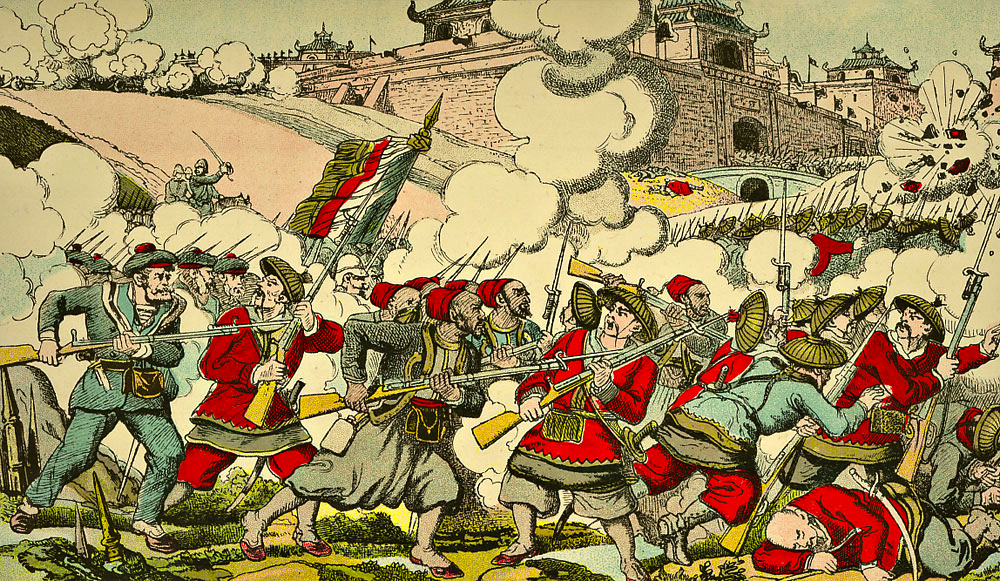
Bitwa o Bắc Ninh

Po klęsce pod Hưng Hóa, resztki oddziałów Czarnych Flag wycofały się na zachód w kierunku Quản Thành, natomiast oddziały wietnamskie ruszyły w kierunku południowej prowincji Thanh Hóa przy granicy Tonkinu z Annamem. W pogoni za wycofującym się przeciwnikiem, generał Millot podzielił swoje oddziały na kilka części. Dwa bataliony piechoty pod dowództwem porucznika Letelliera podjęły pościg za Czarnymi Flagami. Reszta oddziałów 1 Brygady pod dowództwem generała Brière de l’Isle ruszyła za uchodzącym księciem wietnamskim. Do połowy maja oddziałom tym udało się okrążyć nieprzyjaciela pod Phu Ngô. Do ataku jednak nie doszło, gdyż w tym czasie Chiny zadeklarowały dyplomatyczne rozwiązanie problemu przyszłości Tonkinu.
11 maja siły francuskie zaatakowały chiński garnizon w Thái Nguyên, wypierając jego obrońców. W tym samym czasie piechota morska admirała Courbeta likwidowała bazy piratów w rejonie Zatoce Tonkińskiej. W czasie gdy Francuzi atakowali Thái Nguyên, przedstawiciele Francji i Chin: François-Ernest Fournier oraz Li Hongzhang zawarli ugodę w Tiencinie. Przewidywała ona natychmiastowe wycofanie się chińskich oddziałów z Tonkinu i uznanie przez Chińczyków wszystkich punktów traktatu z Huế. Oznaczało to w praktyce uznanie przez Chiny francuskiej władzy w Tonkinie. Porozumienie z Tiencinu pozwoliło Francji umocnić swoją pozycję w znacznej części Tonkinu w maju i czerwcu 1884 roku. Pod koniec czerwca postawiono lub rozbudowano posterunki w Hưng Hóa, Tuyên Quang, Phủ Lạng Thương i Thái Nguyên. Wraz z garnizonami w Hải Dương i Quảng Yên, które zostały utworzone na początku jesieni poprzedniego roku, utworzono zespół pozycji obronnych, co dodatkowo wzmocniło francuską kontrolę nad deltą Rzeki Czerwonej. Dalej na południe pozycje w Sơn Tây, Hanoi, Nam Định, Ninh Bình i Bắc Ninh również zostały znacznie rozbudowane. Zajmowanie chińskich pozycji zakłócił incydent w Bắc Lệ 23 czerwca. Stoczona tu batalia zakończyła się zwycięstwem Chińczyków. Straty francuskie wyniosły ok. 90 zabitych i rannych. Incydent ten jak i odmowa Chin wypłaty odszkodowania za zerwanie umowy, były jedną z przyczyn wybuchu wojny francusko-chińskiej dwa miesiące później.

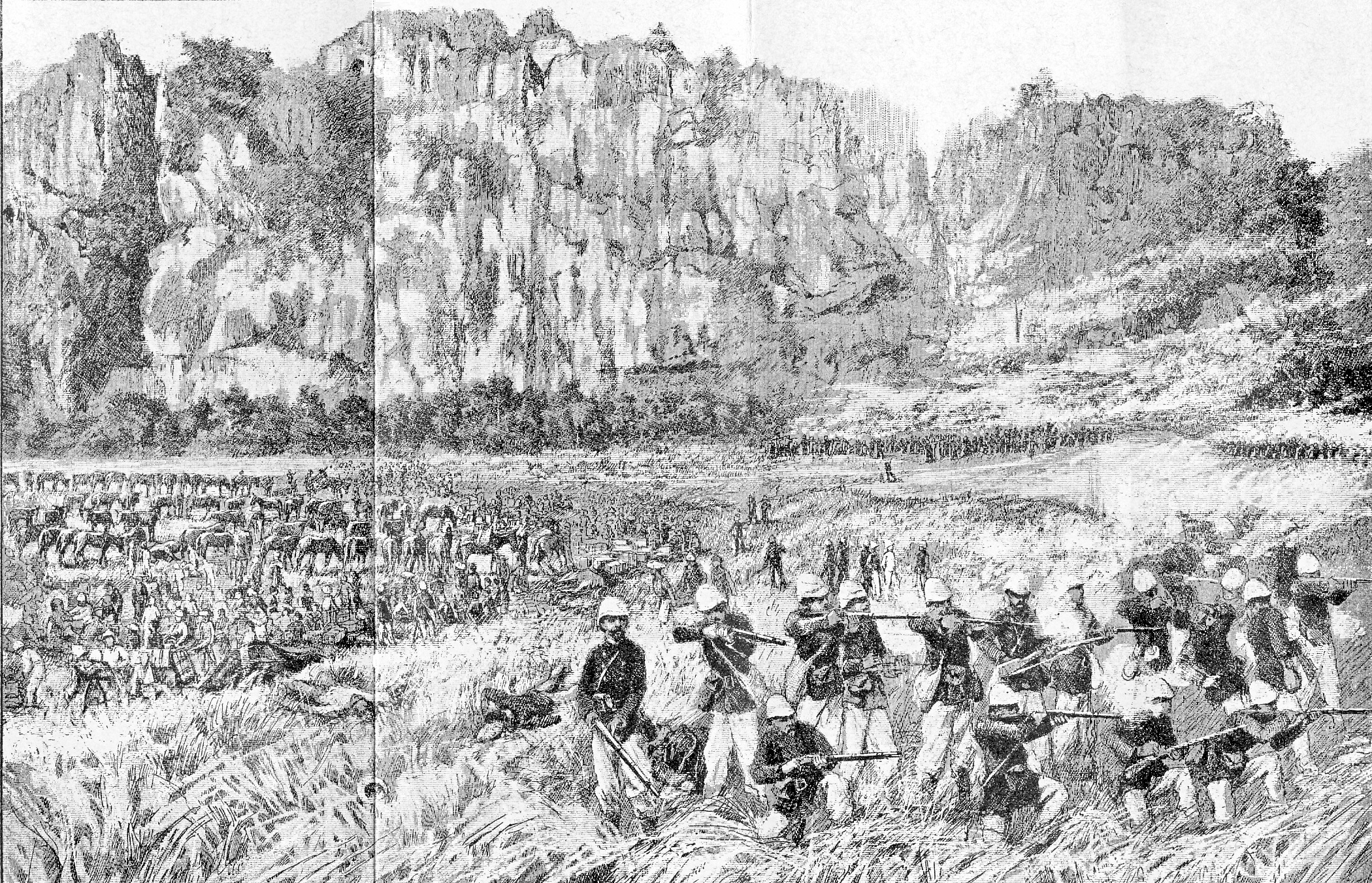
Bitwa pod Bắc Lệ

W październiku 1884 roku oddziały francuskie pod dowództwem Oscara de Négriera rozbiły Chińczyków pod Kép, a w końcowej fazie kampanii przekształcając miejscowości Chu i Kép w bazę do dalszych działań przeciwko Lạng Sơn. W zachodniej części Delty, gdzie rozbudowane przez Francuzów stanowisko Tuyên Quang było zagrożone przez robiącą postępy armię Yunnan, Francuzi poszerzyli obszar okupacji jesienią 1884 roku, zakładając garnizony w Phủ Đoan i Việt Trì nad Rzeką Jasną.
W lutym 1885 Brière de l’Isle pokonał chińską Armię Guangxi w trakcie kampanii przeciwko Lạng Sơn. Francuska okupacja Dong Song w dniu 6 lutego zagroziła linii odwrotu prawego skrzydła armii Guangxi i zmusiła Chińczyków do wycofania się z pozycji w dolinie Sông Thương na zachód od Lạng Sơn. Zajęcie Lạng Sơn w dniu 13 lutego dało Francuzom kontrolę nad Drogą Mandarynów od Lạng Sơn przez całą drogę powrotną do Hanoi, przez co Brière de l’Isle był w stanie wykorzystać tę drogę do zaniesienia natychmiastowej pomocy garnizonowi Tuyên Quang. W drugiej połowie lutego 1 Brygada Pułkownika Laurenta Giovanninelliego przemaszerowała Drogą Mandarynów do Hanoi, a następnie przewieziona rzekami - Czerwoną i Jasną do Phủ Đoan na pokładzie flotylli kanonierek. 2 marca 1885 roku Giovanninelli pokonał Czarne Flagi Liu Yongfu w bitwie pod Hòa Mộc, odciążając oblężenie Tuyên Quang.

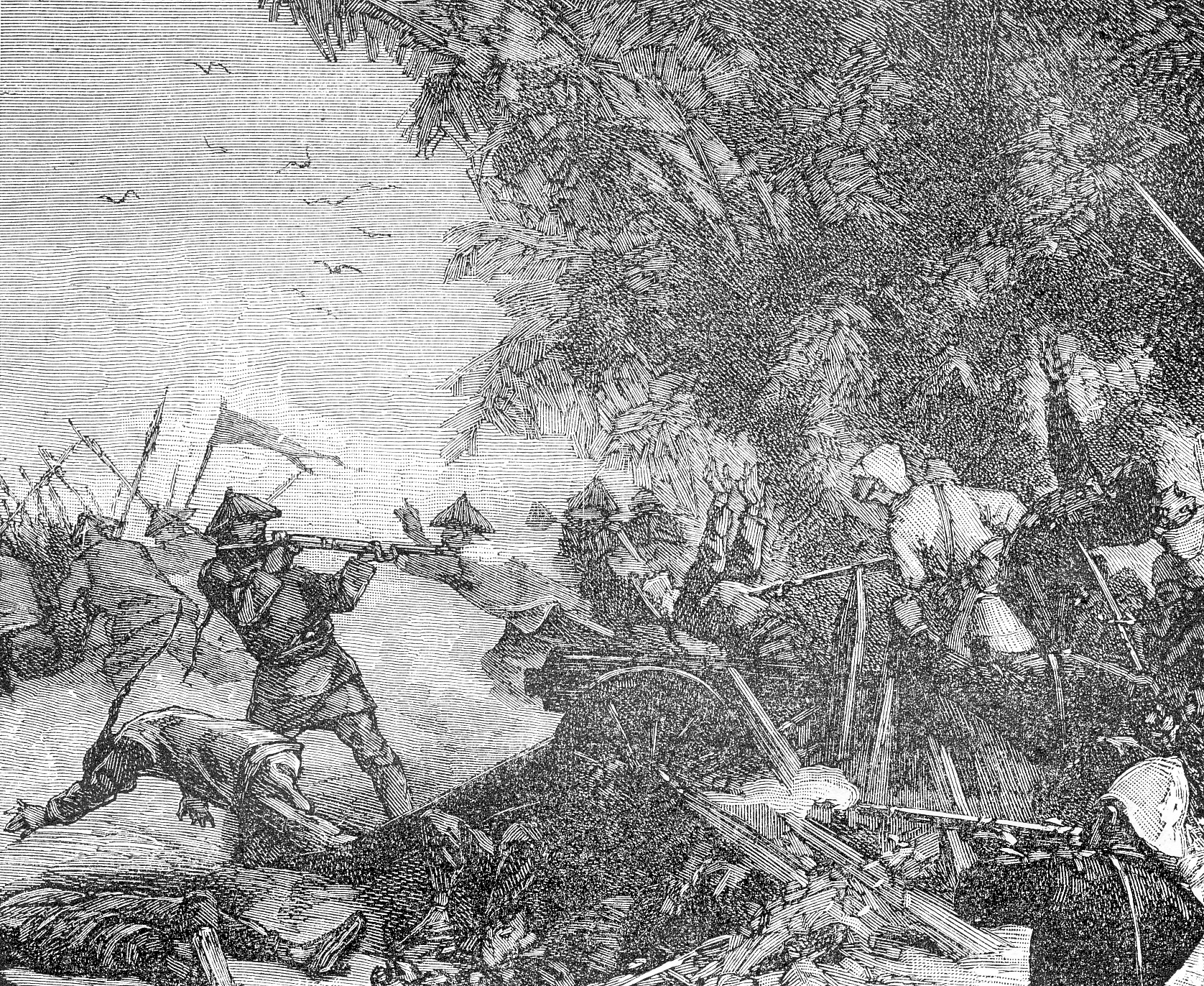
Bitwa pod Núi Bop

## Pacyfikacja Tonkinu (kwiecień 1885 – kwiecień 1886)
Mimo że wojna francusko-chińska nie wyłoniła zwycięzcy, 9 czerwca 1885 roku Chiny ostatecznie zaakceptowały postanowienia porozumienia z Tiencinu, uznając francuski protektorat. Nie oznaczało to jeszcze jednak zakończenia walk. Latem 1885 r. liczba żołnierzy francuskich w Tonkinie wzrosła do 35 000 ludzi. Oznaczało to utworzenie kolejnej dywizji i podział dowództwa. Podczas gdy generał Brière de l’Isle stał na czele pierwszej dywizji francuskiej, dowództwo nad Korpusem Ekspedycyjnym przejął 1 czerwca generał Henri Roussel de Courcy. Na czele drugiej dywizji stał generał Négrier. W tym czasie wrósł opór ludności cywilnej skierowany przeciwko władzy francuskiej w Annamie i Tonkinie. Latem i jesienią 1885 r. miał miejsce wybuch epidemii cholery, który pociągnął za sobą wiele ofiar wśród żołnierzy Korpusu.

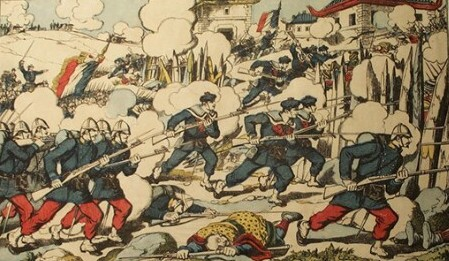
Bitwa pod Kép

2 lipca 1885 roku miał miejsce atak wietnamski na wojska francuskie pod Huế. W odpowiedzi Courcy przeprowadził skierowaną przeciwko powstańcom operację lądową wzdłuż wybrzeża, celem utrzymania ważnych strategicznie pozycji nadmorskich. Pretekstem do rozpoczęcia tej operacji było zabicie kilku wietnamskich katolików i potrzeba ich ochrony. 
Siły powstańcze zasilili w tym czasie liczni dezerterzy chińscy, którzy wcześniej opuścili Tonkin. Dostarczając broń i przyłączając się do miejscowych band, Chińczycy przyczynili się do odzyskania kilku pozycji w regionie. To spowodowało, że wpływy francuskie latem 1885 r. zostały ograniczone do bezpośredniego sąsiedztwa ich baz. Courcy nie podjął ponownej próby zdobycia Lạng Sơn, ewakuowanego przez Chińczyków w maju, ani nie podjął próby zabezpieczenia fortów zbudowanych przez armię Yunnan wzdłuż Rzeki Czerwonej, aby chronić swoją linię zaopatrzenia podczas oblężenia Tuyên Quang. Grupy bandytów przejęły te forty, zaraz po tym jak zostały opuszczone przez Chińczyków. Jedynym większym sukcesem francuskim było wyparcie większej grupy powstańców ze wzgórz Tam Đảo i zajęcie garnizonu w Liên Sơn przez oddziały Algierczyków. Wietnamczycy wycofali się do prowincji Thái Nguyên, gdzie dokonali przegrupowania.
Z nastaniem jesieni 1885 roku, po minięciu fali upałów, Courcy na czele kilku kolumn wojska wyruszył w kierunku Thanh Máy, gdzie natknął się na silny opór powstańców. 7000 Francuzów otoczyło miasto, przygotowując atak. Obrońcy nie kwapili się jednak do walki, opuszczając twierdzę i uciekając do Thành Quản.
W lutym 1886 roku dwie kolumny wojska dowodzone przez generała Jamota wyruszyły w kierunku Thành Quản, gdzie schroniły się resztki oddziałów powstańczych. Wietnamczycy nie podjęli walki, wycofując się do niedostępnych lasów. 17 lutego Francuzi zajęli Văn bản Châu a 29 marca położone w pobliżu granicy Lào Cai. Dowództwo nad wojskami operującymi na terenach północno-wschodnich objął generał de Maussion.
Na północnym wschodzie operował tymczasem generał Sevière, który nie napotkał tu większego oporu ze strony powstańców. W tej sytuacji Francuzi przejęli kontrolę na granicznym regionem z chińską prowincją Kuangsi. W kwietniu 1886 roku generał Wernet zastąpił generała Courcy na stanowisku głównodowodzącego. Mimo trwającej jeszcze kilka miesięcy kampanii, Francja formalnie przejęła kontrolę w Tonkinie, zajmując wszystkie ważniejsze miejscowości.